# Gavarret-sur-Aulouste
Gavarret-sur-Aulouste is een gemeente in het Franse departement Gers (regio Occitanie) en telt 133 inwoners (2004). De plaats maakt deel uit van het arrondissement Condom.

## Geografie
De oppervlakte van Gavarret-sur-Aulouste bedraagt 8,6 km², de bevolkingsdichtheid is 15,5 inwoners per km².
De onderstaande kaart toont de ligging van Gavarret-sur-Aulouste met de belangrijkste infrastructuur en aangrenzende gemeenten.

## Demografie
Onderstaande figuur toont het verloop van het inwonertal (bron: INSEE-tellingen).

1. ↑  Populations de référence 2022.